# نهضة ماليزية

## نهضة ماليزيا
تعد ماليزيا اليوم في طليعة الدول التي تسمى بنمور آسيا، وهي التي خرجت من أسر التخلف ودخلت في نادي الدول المتقدمة، وهي الدولة المسلمة الوحيدة بين هذه المجموعة، ويقوم اقتصادها على التنوع كما هو حال ثقافتها الفسيفسائية.
يرى الباحث أحمد دعدوش أن الفضل في هذه النهضة يعود إلى اهتمام السلطة بالمواطن قبل كل شيء، حيث أدى هذه الاهتمام إلى تبادل مشاعر الاحترام مع السلطة، إذ غالبا ما تقوم الحكومة بإشراك المواطنين في النقاش حول القضايا الاقتصادية عبر المجالس التي خصصت لذلك، ولهذا فإن المواطن الماليزي يشعر دائما بأنه هو المستهدف من عملية التنمية، وأن نهضة بلاده تقوم عليه كفرد قبل كل شيء، فعندما سأل أحد الاقتصاديين العرب عاملا ماليزيا بسيطا عن سر المعجزة التي حققتها بلاده، أجاب ببساطة: «لقد طُلب منا العمل لثمان ساعات في اليوم، فعملنا ساعتين إضافيتين كل يوم حبا للوطن»، ولا ننسى أن هذه الساعات الإضافية كانت تطوعية، وما كان هؤلاء العمال ليقدِموا على اقتطاعها من أوقات راحتهم إلا لإيمانهم بأنها ستأتي بالخير على مستقبلهم ومستقبل أبنائهم.
وحسب تقرير التنمية البشرية الصادر عن البرنامج الإنمائي للأمم المتحدة لعام 2001م لأهم 30 دولة مصدرة للتقنية العالية، جاءت ماليزيا في المرتبة التاسعة متقدمة بذلك عن كل من إيطاليا والسويد والصين. كما كانت تجربتها متميزة في مواجهة أزمة جنوب شرق آسيا الشهيرة التي شهدها العام 1997م، حيث لم تعبأ بتحذيرات الصندوق والبنك الدوليين وأخذت تعالج أزمتها من خلال أجندة وطنية فرضت من خلالها قيوداً صارمة على سياستها النقدية، معطية البنك المركزي صلاحيات واسعة لتنفيذ ما يراه لصالح مواجهة هروب النقد الأجنبي إلى الخارج، حسب مقال للباحث عبد الحافظ الصاوي.
وتشير الدكتورة «نعمت مشهور» إلى أن تبوء ماليزيا لدور بارز في قيادة العالم الإسلامي أمل يمكن أن يصبح حقيقة واقعة إذا ما استكملت الحكومة الماليزية مسئولياتها، فإلى جانب اهتمامها بنشر الدين الإسلامي والدعوة لمختلف أركانه من تشجيع على الذكر وحفظ القرآن الكريم وإقامة المساجد، وإحياء فريضة الصوم في ليالي رمضان، وتكوين مؤسسة الادخار لتيسير أداء فريضة الحج لأكبر عدد من أبناء البلاد، فإن على الدولة أن تهتم بتطبيق فريضة الزكاة، وخصوصاً مع ارتفاع مستويات الدخول الفردية وتزايد الثروات التي تجب فيها الزكاة. ذلك مع حماية الثروات الطبيعية التي وهبها الله تبارك وتعالى لماليزيا، وعدم تعرضها للإبادة والتدمير.
أما الخبير الاقتصادي في مركز صالح كامل للاقتصاد الإسلامي بجامعة الأزهر «مصطفى الدسوقي» فيرى أن تجربة ماليزيا في التنمية لها خصوصية من حيث استفادتها من الظرف التاريخي للصراع العالمي بين الاتحاد السوفيتي ـ قبل سقوطه ـ والولايات المتحدة الأمريكية. حيث ساندت أميركا دول هذه المنطقة من الناحية الاقتصادية لتكون هذه نموذجاً مغرياً لدول المنطقة التي ركنت إلى الاتحاد السوفيتي السابق والكتلة الاشتراكية. ولكن لابد أن نذكر هنا أن ماليزيا طوعت هذا الاتجاه لتبني نفسها وتوجد اقتصاداً قوياً. حتى مع سيطرة اقتصاديات العولمة وجدنا أن ماليزيا شاركت فيه بقوة، ولكن من منطق المشاركة أخذاً وعطاءً وليس مجرد الحضور كما فعلت كثير من بلدان العالم النامي، وبخاصة البلدان الإسلامية.

## تقليل الفقر
هناك زيادة ملحوظة في دخل الأسرة لجميع الفئات. كما يبين الجدول 1، المجموعات التي كانت أكبر زيادة في دخل الأسرة هي الملايين، ولكن ليس على حساب السباقات الأخرى. فإن الفجوة في الدخل بين الملايين والصينية قد تحسنت بشكل واضح. في عام 1970 بلغ دخل مالي إلى 44٪ من الدخل الصيني، ولكن في عام 1990 ارتفع عدد إلى 58٪. في الواقع كان معدل الزيادة في دخل مالاي أعلى أيضا من معدل للدخل الصيني.وبالمثل، فإن الفجوة في الدخل بين سكان الريف والحضر تحسنت أيضا.كان الدخل 1919rural حوالي 47٪ من الدخل في المناطق الحضرية، وارتفع هذا العدد إلى 59 في المائة في عام 1990. وكان معدل الزيادة في الدخل الريفي أسرع بمعدل من دخل سكان الحضر. كما هو مبين في الجدول، بلغ المعدل السنوي للزيادة في الدخل الريفي 8.1 في المائة بينما كان المعدل المماثل للمناطق الحضرية 6.9 في المائة. ومن ثم فإن الإحصاءات تبين بوضوح نجاح برنامج العمل الوطني من حيث القضاء على الفقر وتحقيق توزيع أكثر إنصافا للدخل حيث كان الهدف الثاني من الخطة الوطنية لإعادة الهيكلة هو إعادة هيكلة المجتمع الماليزي من خلال تصحيح الاختلال الاقتصادي بين الأعراق. كما ذكر سابقا، على الرغم من أن الملايين شكلوا غالبية السكان، إلا أن ثروة الأمة كانت في أيدي الصينيين والأجانب. فإن المؤشرات الاقتصادية للفلسطينيين من خلال مساعدتهم وتشجيعهم على الانخراط في أنشطة اقتصادية ذات إنتاجية أعلى، مثل قطاعات الأعمال والتصنيع والخدمات. وبحلول نهاية فترة الاستثمار الوطني، لوحظت تغييرات كبيرة.
"poverty level, 1970 and 1990"
| Average annual reduction | Average reduction% | 1990% | 1970% | GROUP         |
| 5.9                      | 86.0               | 20.8  | 65.0  | malays        |
| ------------------------ | ------------------ | ----- | ----- | ------------- |
| 7.9                      | 78.1               | 5.7   | 26.0  | Indian        |
| 8.2                      | 79.5               | 8.0   | 39.0  | chinese       |
| 5.5                      | 65.7               | 7.4   | 21.0  | urban         |
| 5.7                      | 69.6               | 15.0  | 49.3  | west malaysia |

## التجربة الماليزية في التنمية العلمية
ماليزيا لديها تاريخ طويل من الإصلاح التعليمي. وقبل الاستراتيجية الأخيرة لإصلاح 2020. كانت هناك العديد من الإصلاحات في سياستها التعليمية وتشريعاتها التعليمية. وقد صدرت عدة تقارير ومشاريع إصلاح منذ العصر الاستعماري، مثل مشروع ششيسمن (1945-1949)، وقانون وين-وو، وتقرير العام (1954)، ورازيك (1959)، الذي أحدث إصلاح التعليم في فإن نظام التعليم الماليزي الذي أدرج في خطته الأخيرة (2020) هو أهم إصلاحات التعليم في القرن العشرين، والتي تطمح إلى إنشاء نظام تعليمي عالمي المستوى يلبي متطلبات وتطلعات الشعب الماليزي، مما يجعل التعليم قطاع إنتاجي إبداعي لكثير من جيل والوصول في ماليزيا لمجتمع المعلومات. تعد ماليزيا من أهم الدول الإسلامية في شرق اسيا والبلاد منذ عام 1970 وتعمل في مرحلة متقدمة لتحسين الوضع العام في البلاد وخاصة الاقتصاد. وقد عملت من خلال خطط خمسية متتالية لرفع مستوى معيشة المجتمع، حيث ما يقرب من 70٪ وخاصة الماليزيين الذين يمثلون غالبية سكان ماليزيا. مع العمل المتواصل، وصلت ماليزيا إلى الحلم الذي ساهم في المشكلة الاقتصادية للمجتمع من خلال توسيع قطاع الصناعة، وفتح مجالات واسعة من الاستثمار الأجنبي، وخلق المزيد من فرص العمل وتحقيق مستوى جيد من الدخل. اليوم، أصبحت ماليزيا رائدة عالميا، وقد اجتذبت العلماء والباحثين البارزين في مجال الأعمال المصرفية في العالم من خلال العمل في ماليزيا أو من خلال تقديم تجاربهم من خلال المؤتمرات وورش العمل والمحاضرات أو المشاورات للمساهمة في نهضة هذا القطاع.